# Pollieu

Pollieu este o comună în departamentul Ain din estul Franței.